# 詹豹略
詹豹略（?—?），广东潮州府饶平县元歌都陈坑人。清朝政治人物。

## 生平
乾隆元年（1736年）丙辰科二甲进士，即授奉天開原縣知县，乾隆十三年（1748年）告假养亲。

## 家族
父詹雲翼，舉人。兄詹廣譽、弟詹春光均為進士。

## 外部連結
- 八角九进士之一：东平老爷詹广誉